# Comuna Poienești, Vaslui
Poienești este o comună în județul Vaslui, Moldova, România, formată din satele Dealu Secării, Florești, Frasinu, Fundu Văii, Oprișița, Poienești (reședința) și Poienești-Deal.

## Cadru natural
Așezată pe valea Râului Racova, în centrul Podișului Bârladului, la extremitatea nordică a Colinelor Tutovei, comuna Poienești cuprinde un relief colinar, de dealuri prelungi cu aspect de culmi paralele orientate N.N.V. –S.S.E. Altitudinea reliefului este cuprinsă între 125 m în Valea Racovei și 484 m pe Dealul Cetate.

## Istoric
Atestarea documentară a localității Poienești datează din timpul domniei lui Ștefan cel Mare, care printr-un act datat la 15 octombrie 1491 a cumpărat de la Mănăstirea Bistrița mai multe sate printre care și Curtești (Poienești) și au fost atribuite Curții Domnești de la Vaslui împreună cu satele Crâstoaia (Bejenești) și Bălcarii (Pușcași).
Numele Poienești apare pentru prima dată în secolul al XVII-lea în timpul domniei lui Vasile Lupu. Denumirea vine de la poienile din codrii seculari care ocupau dealurile de pe dreapta Racovei (Potica, Cotuna, Poiana Vântului), unde s-a mutat vatra satului (la 1 km mai spre sud de cea veche) din cauza atacurilor cazacilor.
În 1968 comuna Poienești, care avea în componență satele Poienești, Oprișița, Frasinu, a înglobat comuna Florești cu satele Florești, Fundu Văii, Poienești Deal și Dealul Secării conform H.C.M. nr. 1112/1968.
Această componentă s-a păstrat până în anul 1989 când autoritățile comuniste au desființat abuziv unele comune printre care și Poienești. Satele Florești și Dealul Secării au fost date comunei Alexandru Vlahuță, Fundu Văii comunei Gherghești iar satele Poienești, Oprișița, Frasinu și Poienești Deal comunei Laza.
În anul 1990 comuna Poienești a fost reînființată iar unele sate componente au rămas la comunele unde au fost repartizate in mai 1989(Florești, Dealul Secării și Fundu Văii) dar fără documente legale.
Între timp locuitorii satului Fundu Văii au înțeles că de drept fac parte din comuna Poienești și au revenit la comună după anul 2000.
Satele Florești și Dealul Secării au rămas ,,de facto” la comuna Alexandru Vlahuță și ,,de iure” (de drept) la comuna Poienești, aceasta constituind o problemă administrativă. S-a încercat legalizarea apartenenței satului Florești la comuna Alexandru Vlahuță printr-un referendum dar rezultatul referendumului a fost negativ.

## Demografie
Componența etnică a comunei Poienești
     Români (94,05%)
     Alte etnii (5,95%)
Componența confesională a comunei Poienești
     Ortodocși (92,52%)
     Adventiști (1,29%)
     Alte religii (0,24%)
     Necunoscută (5,95%)
Conform recensământului efectuat în 2021, populația comunei Poienești se ridică la 2.472 de locuitori, în scădere față de recensământul anterior din 2011, când fuseseră înregistrați 2.855 de locuitori. Majoritatea locuitorilor sunt români (94,05%). Din punct de vedere confesional, majoritatea locuitorilor sunt ortodocși (92,52%), cu o minoritate de adventiști (1,29%), iar pentru 5,95% nu se cunoaște apartenența confesională.

## Politică și administrație
Comuna Poienești este administrată de un primar și un consiliu local compus din 11 consilieri. Primarul, Manole-Nelu Caragață[*], de la Partidul Social Democrat, este în funcție din 2016. Începând cu alegerile locale din 2024, consiliul local are următoarea componență pe partide politice:
|  | Partid                          | Consilieri | Componența Consiliului | Componența Consiliului | Componența Consiliului | Componența Consiliului | Componența Consiliului | Componența Consiliului | Componența Consiliului | Componența Consiliului |
|  | ------------------------------- | ---------- | ---------------------- | ---------------------- | ---------------------- | ---------------------- | ---------------------- | ---------------------- | ---------------------- | ---------------------- |
|  | Partidul Social Democrat        | 8          |                        |                        |                        |                        |                        |                        |                        |                        |
|  | Alianța pentru Unirea Românilor | 3          |                        |                        |                        |                        |                        |                        |                        |                        |

## Personalități născute aici
- Teodor Vârnav (1801 - 1868), scriitor, traducător, stabilit ulterior în Basarabia.